# Daihatsu Naked
Der Daihatsu Naked ist ein Kei-Car des japanischen Automobilherstellers Daihatsu, das zwischen 1999 und 2004 in Japan verkauft wurde. 

## Beschreibung
Der Name Naked sollte für Basismodell und nicht englisch übersetzt für „nackt“ stehen. Auf der 32. Tokyo Motor Show 1997 wurde das Konzept des klassischen Kleinwagens im Stil des Fiat Panda I und ähnlicher Konkurrenten vorgestellt, und da die Resonanz sehr groß war, entschloss sich Daihatsu zum Bau und Verkauf des Modells. Die spezielle Karosserieform sorgte für eine leichte Produktion. Türen, Kotflügel, Grill und andere Teile waren von außen angeschraubt, was eine verhältnismäßig schnelle und kostengünstige Reparatur ermöglichte. Das Fahrzeug passte außerdem zum damals in Japan sehr beliebten Retro-Look. Eine Besonderheit im Innenraum war die Mittelkonsole, die mittels Magnet z. B. als Handyhalter oder Münzenhalter diente. Die Sitze ließen sich komplett zu Liegesitzen umbauen und die Rücksitze waren herausnehmbar. Neben Frontantrieb war auf Wunsch auch Allradantrieb erhältlich.
Serienmäßig waren Airbags vorne, Antiblockiersystem und entweder ein 4-Gang-Automatikgetriebe oder ein 5-Gang-Schaltgetriebe. Darüber hinaus gab es Keyless Go, eine Mittelkonsole in Wagenfarbe, ein Stereo-CD-Radio und ein in zwei Farbtönen bezogenes Lederlenkrad.
Im Juli 2000 zählten Gurtstraffer zum Serienstandard. Im Oktober 2000 gab es ein Start-Stopp-System und elektrisch klappbare Außenspiegel.
Neben kleineren Überarbeitungen gab es auch verschiedene Sondermodelle. 
Im April 2004 endete die Produktion des Naked ohne direkten Nachfolger. Knapp 95.000 Einheiten wurden verkauft. Erst 2015 wurde mit dem Daihatsu Cast Activa wieder ein konzeptionell ähnliches Fahrzeug auf den Markt gebracht.

## Motoren
Im November 1999 startete der Verkauf des Naked mit einem Dreizylinder-Motor, den es in zwei Varianten gab: 
- 658 cc-Ottomotor mit 43 kW (58 PS) (Motorcode EF-VE)
- 658 cc-Ottomotor (mit Turbolader) mit 47 kW (64 PS) (Motorcode EF-DET) (Naked Turbo G)[4]

## Abmessungen und Gewichte
Der Radstand beträgt 2360 mm. Die Fahrzeuge sind 3395 mm lang, 1475 mm breit und zwischen 1530 mm und 1550 mm hoch. Das Leergewicht ist mit 820 kg bis 890 kg angegeben.

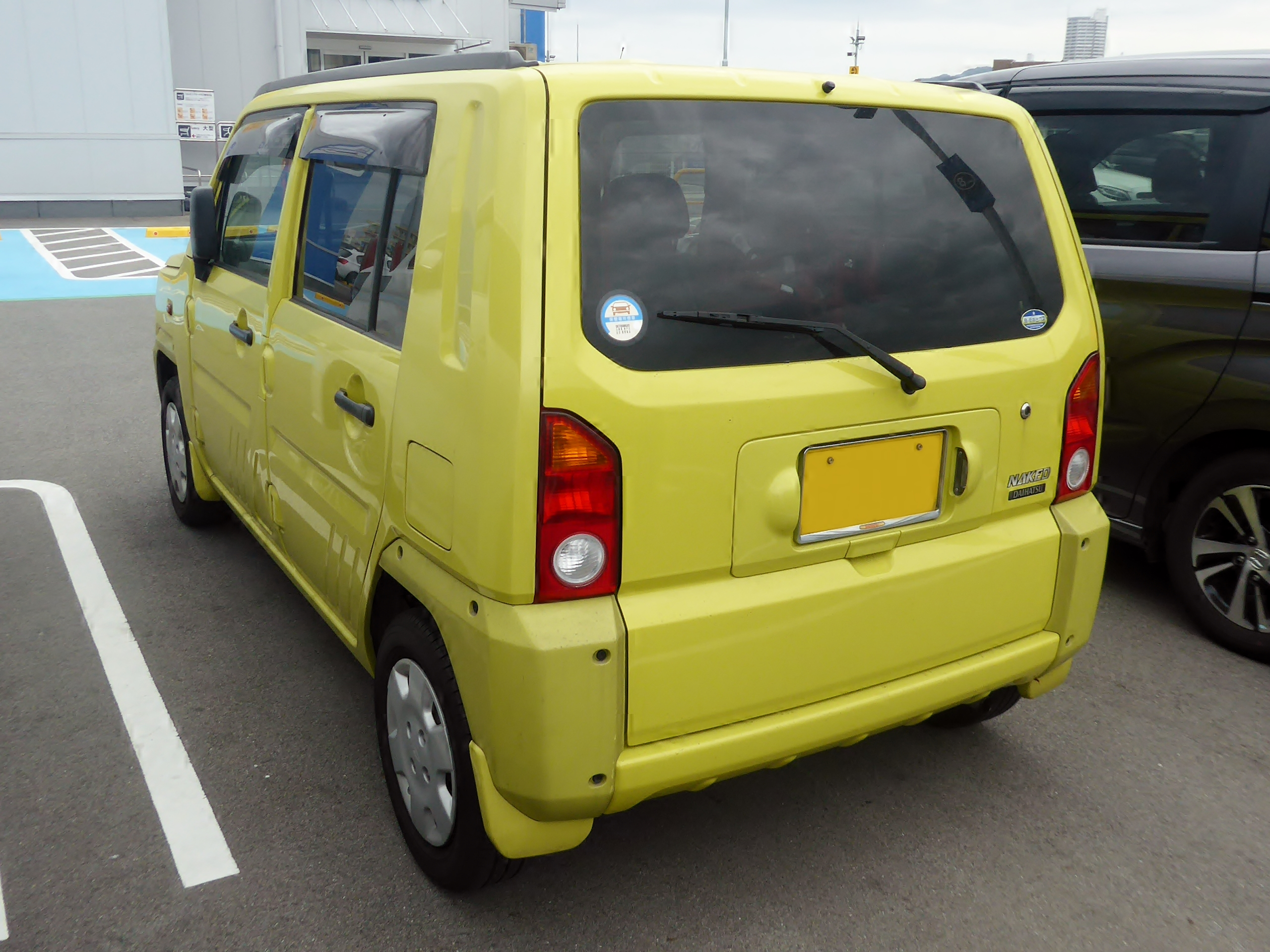
Heckansicht
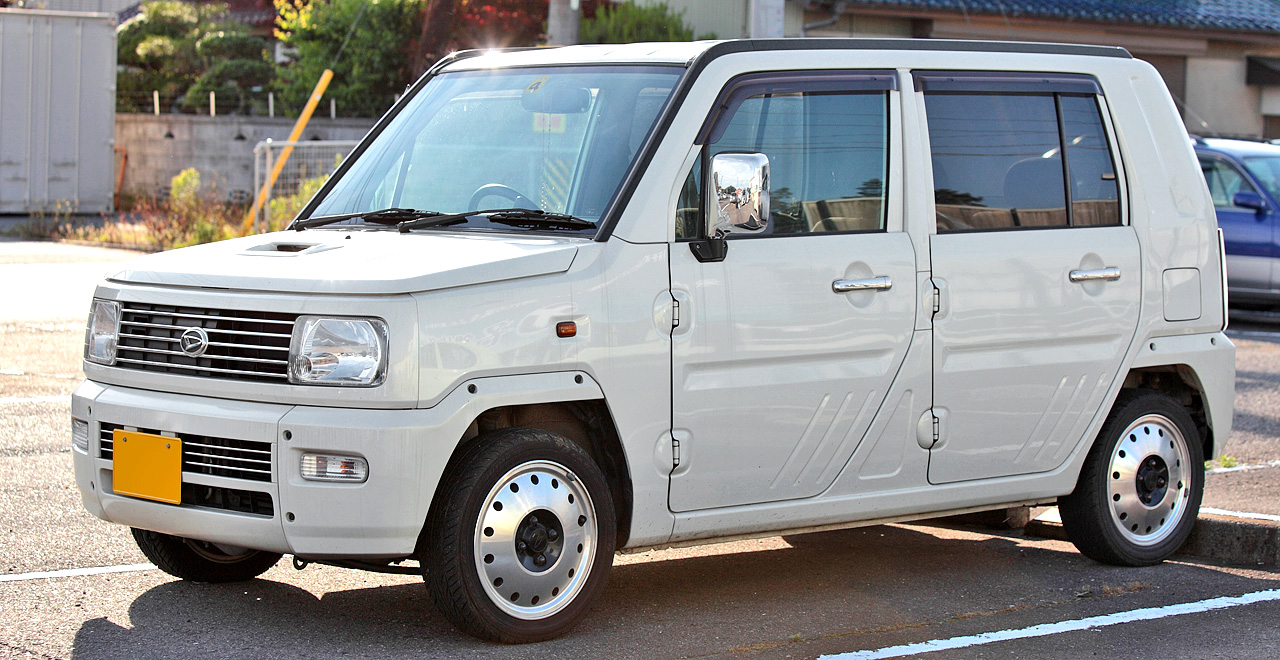
Daihatsu Naked Turbo